# Hans Duhan

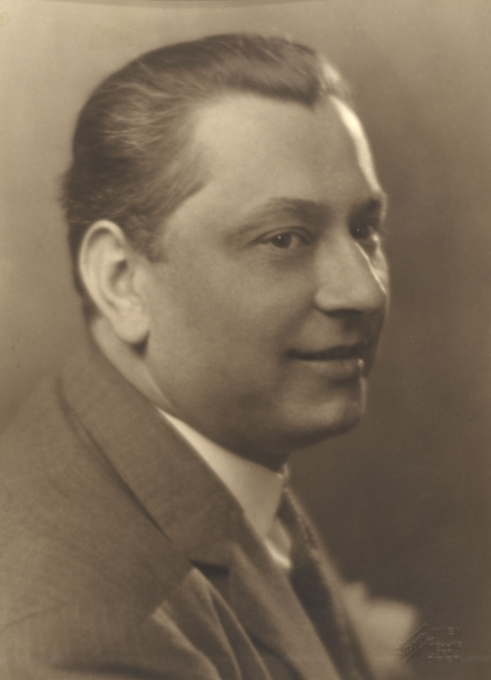
Aufnahme von Georg Fayer (1927)

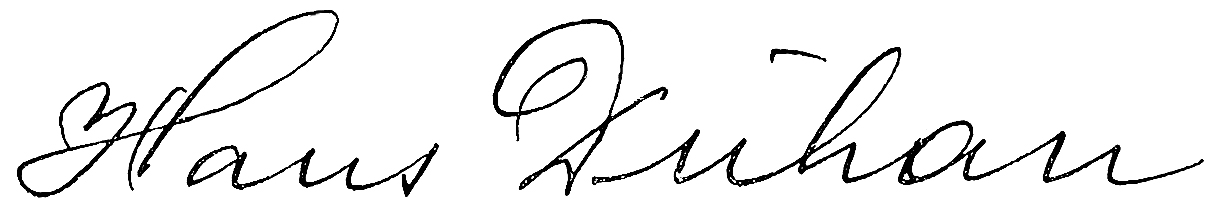

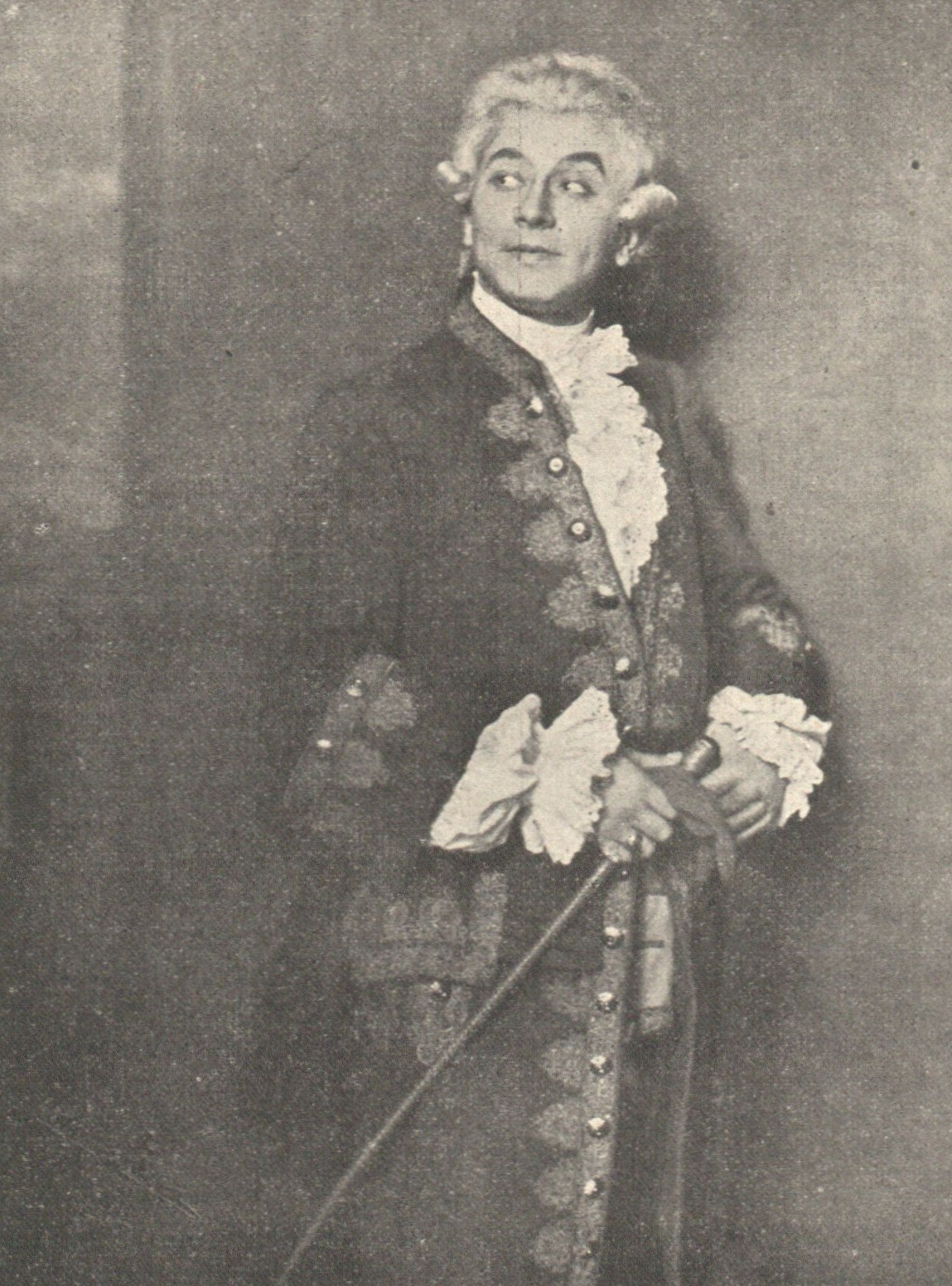
Hans Duhan als Graf Almaviva

Hans Duhan (27. Jänner 1890 in Wien – 6. März 1971 ebenda) war ein österreichischer Opernsänger (Bariton). Er gehörte 26 Jahre lang dem Ensemble der Wiener Staatsoper an und war der erste Graf Almaviva und der erste Papageno der Salzburger Festspiele.

## Leben
Duhan wurde in Wien geboren, wuchs dort auf und absolvierte hier auch seine Gymnasialzeit und seine musikalischen Studien. Neben Gesang bei Heinrich Gottinger und Emil Steger studierte er Klavier, Orgel und Musiktheorie bei Ferdinand Rebay und absolvierte den Dirigentenkurs bei Franz Schalk und Felix Weingartner. Er wirkte – ausgenommen Salzburg – nur selten außerhalb der Wiener Stadtgrenzen. Sein Debüt absolvierte er, wie damals üblich in der Provinz, 1910 am Stadttheater von Troppau.
Am 27. April 1914 debütierte Duhan als Amonasro in Verdis Aida an der Wiener Hofoper. Er blieb Mitglied des Instituts bis 1940, nicht nur als Sänger, sondern später auch als Spielleiter und fallweise als Dirigent. Im Haus am Ring sang Duhan zumindest 16 mal den Grafen Almaviva in Le nozze di Figaro und 17 mal den Bassa Selim in Die Entführung aus dem Serail, 24 mal den Scarpia in Puccinis Tosca, 29 mal den Don Fernando in Beethovens Fidelio und 62 mal den Gefängnisdirektor Frank in der Fledermaus von Johann Strauss.
Duhan wirkte an drei bedeutenden Uraufführungen mit: 1916 verkörperte er Musiklehrer und Harlequin in der Neufassung der Ariadne auf Naxos von Hugo von Hofmannsthal und Richard Strauss. Den Musiklehrer stellte er insgesamt 60 mal, den Harlequin 76 mal dar. Ab 1927 sang und spielte er 21 mal den Violinvirtuosen Daniello in Ernst Kreneks Jazz-Oper Jonny spielt auf. 1934 übernahm er in der Uraufführung von Franz Lehárs Giuditta den Herzog, den er insgesamt 19 mal darstellte. 7 mal übernahm er allerdings auch die Rolle des Manuele Biffi. Ab Ende der 1920er Jahre wurde Duhan verstärkt als Regisseur und Spielleiter eingesetzt, er verantwortete den reibungslosen Ablauf von mehreren Hundert Abenden an der Staatsoper.
Hans Duhan begleitete die Wiener Staatsoper auch auf zahlreichen Tourneen nach London, Paris, Stockholm, Amsterdam, Rom, Budapest etc. 1924 sang er bei einem dieser Gastspiele am Pariser Théâtre des Champs-Élysées sowohl die Titelpartie im Don Giovanni als auch den Grafen Almaviva in Le nozze di Figaro.

### Salzburger Festspiele
Bei den Salzburger Festspielen debütierte Duhan bereits 1922: Er sang in der ersten Opernproduktion der Festspiele überhaupt – als Zweitbesetzung von Alfred Jerger – dreimal die Titelpartie in Mozarts Don Giovanni, damals Don Juan genannt. Es dirigierte Richard Strauss. Sein letzter Auftritt erfolgte 1937, bei den letzten Festspielen vor dem Anschluss Österreichs, in einem Liederabend gemeinsam mit der Sopranistin Helen Gahagan, der „Österreichs Gegenwart im Lied“ gewidmet war. Gesungen wurden Werke von Josef Matthias Hauer, Hans Ewald Heller, Rudolf Réti, Joseph Marx, Alban Berg, Wilhelm Kienzl und Joseph Rinaldini. Am Flügel begleiteten Joseph Marx und Fritz Kuba. 
In den 1920er und 1930er Jahren war Duhan eine wichtige Säule der Festspiele – 1922 auch als erster Graf Almaviva in Le nozze di Figaro, 1926 als Erstbesetzung des Don Juan, als Gefängnisdirektor Frank in der Fledermaus und als Musiklehrer in der Ariadne auf Naxos, 1927 wiederum als Almaviva und Don Juan, 1928 als erster Papageno der Festspiele, 1933 als Melot in Tristan und Isolde und als Solist im Deutschen Requiem von Johannes Brahms, 1934 bis 1936 wiederum als Melot. 1926 sollte er einen Liederabend bestreiten, der jedoch wegen Indisposition abgesagt wurde.

### Liederabende und Oratorien
Duhan gab eine Reihe von Liederabenden, sang vor allem Werke von Franz Schubert, Franz Liszt, Carl Loewe und Richard Strauss. Es sind zahlreiche Tondokumente seiner Lied-Interpretationen verfügbar, auch im Internet. Er war der erste Sänger, der 1928 für His Master’s Voice alle drei Liederzyklen von Franz Schubert – nämlich Die schöne Müllerin, Winterreise und den Schwanengesang – auf Schallplatte aufnahm. Auch bemühte er sich um Werke zeitgenössischer Komponisten, neben den im Salzburger Liederabend genannten Komponisten interpretierte er auch Werke des später zur Emigration gezwungenen Erich Zeisl.
Als Oratoriensänger blieb vor allem sein Christus in Bachs Matthäuspassion in Erinnerung.

### Gesangslehrer
Ab dem Studienjahr 1931/32 bis 1955 wirkte Duhan als Lehrer für Operndramatik an der Wiener Musikakademie. Er prägte zahlreiche Baritone, Bassbaritone und Bässe der nachfolgenden Generation, darunter Hans Braun, Ernst Gutstein, Erich Kunz, Peter Lagger, Hermann Uhde und Otto Wiener, sowie den Tenor Waldemar Kmentt.

### Komponist und Dirigent
- Mozart. Ein Singspiel in zwei Akten und einem Nachspiel. Libretto von Julius Wilhelm und Paul Frank. Gabor Steiner Verlag, Wien/Leipzig 1923. Uraufführung am 2. Juni 1923, Volksoper Wien.[5][6][7][8][9][10][11]

Fallweise stand er auch am Pult des Staatsopernorchesters: Jeweils einmal dirigierte er den Fliegenden Holländer und den Lohengrin, zweimal Verdis Rigoletto und fünfmal Puccinis Tosca.

## Sonstiges
Von 1934 bis 1938 gehörte Duhan als Vertreter der Gruppe Kunst dem Bundeskulturrat an, entwarf Programme für „vaterländische Veranstaltungen“ und stand in enger Beziehung zu Ernst Rüdiger Starhemberg und zur Heimwehr.
Wilhelm Kienzl widmete ihm 1919 sein Op. 96. Aus des Volkes Wunderhorn. Eine Sammlung von fünfzehn Volksgedichten, in Musik gesetzt für eine mittlere Singstimme mit Klavierbegleitung von Wilhelm Kienzl. Hans Duhan in höchster künstlerischer Wertschätzung gewidmet.
Duhan war mit Erilda (Eri), geb. Strell (7. März 1894 – 14. Juli 1962) verheiratet. Beider Grab befindet sich auf dem Hietzinger Friedhof (Gr. 35 Nr. 17A).

## Auszeichnungen
- 1926: Ernennung zum Kammersänger (3. Juli)[13]
- 1955: Ehrenmitglied der Wiener Staatsoper
- 1960: Ehrenmedaille der Bundeshauptstadt Wien (26. Februar)